# GNAT2
GNAT2‏ (G protein subunit alpha transducin 2) هوَ بروتين يُشَفر بواسطة جين GNAT2 في الإنسان.